# Mouhamadou Fall
Mouhamadou Fall (Beaumont-sur-Oise, 25 febbraio 1992) è un velocista francese, due volte campione nazionale nei 100 e 200 metri piani.

## Progressione

### 60 metri piani indoor
| Stagione | Tempo | Luogo        | Data      | Rank. Mond. |
| -------- | ----- | ------------ | --------- | ----------- |
| 2019/20  | 6"68  | Lubbock      | 31-1-2020 | 109º        |
| 2018/19  | 6"76  | Val-de-Reuil | 1-2-2019  | 303º        |
| 2017/18  | 6"68  | Aubière      | 10-2-2018 | 129º        |
| 2016/17  | 6"76  | Eaubonne     | 12-2-2017 | 298º        |
| 2015/16  | 7"04  | Eaubonne     | 23-1-2016 | 2636º       |

### 100 metri piani
| Stagione | Tempo | Luogo         | Data      | Rank. Mond. |
| -------- | ----- | ------------- | --------- | ----------- |
| 2020     | 10"16 | Albi          | 12-9-2020 | 35º         |
| 2019     | 10"12 | Saint-Étienne | 25-7-2019 | 67º         |
| 2018     | 10"13 | Albi          | 6-7-2018  | 86º         |
| 2017     | 10"39 | Sarcelles     | 27-5-2017 | 454º        |
| 2016     | 10"43 | Parigi        | 29-6-2016 | 541º        |
| 2015     | 10"90 | Sarcelles     | 6-6-2015  | 3508º       |

### 200 metri piani
| Stagione | Tempo | Luogo            | Data      | Rank. Mond. |
| -------- | ----- | ---------------- | --------- | ----------- |
| 2020     | 21"20 | Monaco           | 14-8-2020 | 262º        |
| 2019     | 20"34 | Saint-Étienne    | 28-7-2019 | 54º         |
| 2017     | 21"65 | Tempe            | 8-4-2017  | 1996º       |
| 2016     | 21"43 | Nogent-sur-Marne | 26-6-2016 | 1275º       |
| 2015     | 22"09 | Sarcelles        | 7-6-2015  | 3887º       |

## Palmarès
| Anno | Manifestazione  | Sede     | Evento      | Risultato  | Prestazione | Note                                     |
| ---- | --------------- | -------- | ----------- | ---------- | ----------- | ---------------------------------------- |
| 2018 | Europei         | Berlino  | 4 × 100 m   | 4º         | 38"51       | Miglior prestazione personale stagionale |
| 2019 | World Relays    | Yokohama | 4 × 100 m   | 5º         | 38"31       | Miglior prestazione personale stagionale |
| 2019 | Mondiali        | Doha     | 200 m piani | Batteria   | 20"63       |                                          |
| 2019 | Mondiali        | Doha     | 4 × 100 m   | Finale     | dnf         |                                          |
| 2021 | Europei indoor  | Toruń    | 60 m piani  | Semifinale | 6"64        |                                          |
| 2021 | World Relays    | Chorzów  | 4 × 100 m   | Batteria   | 39"08       |                                          |
| 2021 | Giochi olimpici | Tokyo    | 4 × 100 m   | Batteria   | 38"18       |                                          |
| 2022 | Mondiali        | Eugene   | 200 m piani | Batteria   | 20"83       |                                          |
| 2022 | Europei         | Monaco   | 100 m piani | 5º         | 10"17       |                                          |
| 2022 | Europei         | Monaco   | 200 m piani | Semifinale | 20"83       |                                          |
| 2023 | Mondiali        | Budapest | 100 m piani | Batteria   | 10"19       |                                          |
| 2023 | Mondiali        | Budapest | 4x100 m     | 6º         | 38"06       |                                          |

## Campionati nazionali
- 1 volta campione francese assoluto dei 100 metri piani (2020)
- 1 volta campione francese assoluto dei 200 metri piani (2020)

2016
- Bronzo ai campionati francesi assoluti, 100 metri piani - 10"22

2019
- Oro ai campionati francesi assoluti, 200 metri piani - 20"34

2020
- Oro ai campionati francesi assoluti, 100 metri piani - 10"16